# Puccinia virgata
Puccinia virgata är en svampart som beskrevs av Ellis & Everh. 1893. Puccinia virgata ingår i släktet Puccinia och familjen Pucciniaceae.   Inga underarter finns listade i Catalogue of Life.